# Рипелова лисица
Рипелова лисица (лат. Vulpes rueppellii) је сисар предатор из породице паса. Врста је добила име по истраживачу Едварду Рипелу.

## Физичке карактеристике
Рипелова лисица има дужину тела од 40-52 цм и има просечну тежину око 1,7 кг. Ово је веома мала лисица. Крзно је боје песка, на њушци има црне мрље, и белу мрљу на врху репа. Као и друге лисице које живе у пустињским условима Рипелова лисица има релативно велике уши. Реп је дуг и длакав. Ове карактеристике су сличне као и код лисице фенек. Рипелова лисица има секреторне жлезде, чији секрет користи за обележавање територије, она их као твор користи за заштиту у непосредној опасности од предатора. Још једна од функција ових жлезда је да поздрави друге јединке. Рипелове лисице имају способност да лају као пси.
Има животни век од 6-7 година на слободи, али у заточеништву може да живи много дуже.

## Распострањеност
Рипелова лисица насељава полупустињске територије од Марока на западу и Сомалије на истоку Африке до Авганистана у источној Азији.

## Начин живота и исхрана
Рипелова лисица је сваштојед. Лисице су првенствено бубоједи, али једу и рибе,ситне сисаре, јаја, гмизавце и шкорпије.

## Размножавање
Трудноћа траје 51-53 дана. Рађају се у дубоко испод земље. Женка роди од 2-3 лисице.